# Dolores Marimón Navarro
Dolores Marimón Navarro (L'Eliana, 15 de setembre de 1915 - L'Eliana, 14 d'octubre de 2003) va ser la primera dona que va ocupar el càrrec de regidora a l'Ajuntament de L'Eliana entre el 1938 i el 1939.

## Biografia
Va néixer el 15 de setembre de 1915 a L'Eliana. Va estar casada amb Vicente Marco Rubio, de malnom "Cabrera", per la qual cosa ella va ser coneguda popularment com a "Cabrereta". Fruit de la seua unió van néixer tres fills: Vicente (1946), Dolores (1949) i Amador (1952). Sent molt jove va treballar en el camp en la cooperativa El Progreso i es va unir a la Confederació Nacional del Treball (CNT), una unió confederal de sindicats d'ideologia anarquista, que llavors tenia forta presència a Catalunya, Aragó i Andalusia, però era minoritari a València i en particular a L'Eliana. Després de la guerra va treballar en la fàbrica Drake (situada on hui es troba La Siesta). A més com era habitual en aquells anys també va treballar en les feines del camp i en labors de neteja.
Va ser la primera i única dona al consistori fins a l'any 1983.

## Creació de l'ajuntament

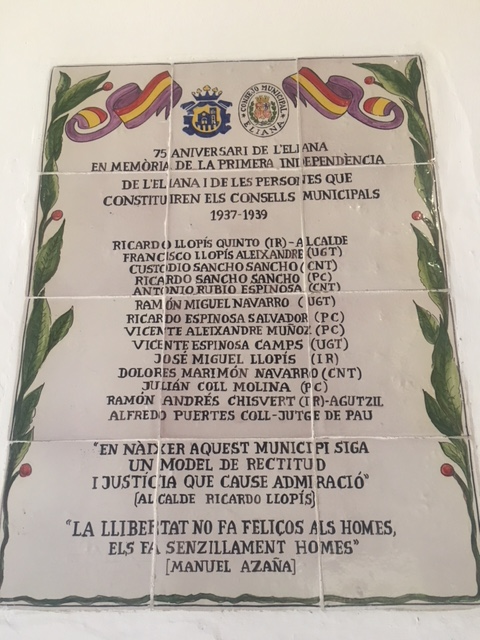
Placa 75 aniversari de la primera independència de L'Eliana

A partir de 1936 els veïns de L'Eliana, encapçalats pels quatre partits polítics que llavors existien aquí (Izquierda Republicana, Partit Comunista, Unió General de Treballadors i la Confederació Nacional del Treball) van començar a promoure de manera oficial la segregació de La Pobla de Vallbona. Una primera sol·licitud va ser presentada el 30 de novembre d'aquest any davant el ministre de Governació, Ángel Galarza Gago. El 6 de maig de 1937 es presenta una segona petició millor raonada i més documentada acompanyada de 444 signatures de veïns. Llavors el Consell Municipal de La Pobla de Vallbona assumeix una actitud col·laboradora i en la sessió del 5 de juny i 28 de juny de 1937 mostra la seua conformitat amb la segregació i insta la seua ràpida realització. És així que el 10 de juliol de 1937 es publica en la Gaseta de la República l'autorització de la segregació. Després el 13 de juliol l'ordre es publica en el Butlletí Oficial de la Província de València. La primera sessió del Consell Municipal de Eliana (sense article) es va celebrar el 19 de juliol de 1937.
El curs desfavorable de la guerra produirà en 1938 tensions personals i polítiques en el si del Consell Municipal. En la sessió del 3 d'abril de 1938 l'alcalde Ricardo Llopis Quinto va presentar la seua dimissió i també el Secretari Daniel Salmerón Pascual. Es van posar substituts interins però es va fer necessària una completa reorganització quan en els mesos següents es van produir dues noves dimissions en ser cridats a files (forces feixistes van prendre Castelló de la Plana el 14 de juny de 1938).

## Segon Consell Municipal
El 18 de juliol de 1938 es va celebrar una sessió extraordinària en la qual es va constituir el segon Consell Municipal, format per set regidors, sent reelegit alcalde Ricardo Llopís Quinto. Izquierda Republicana, UGT i Partit Comunista tindran dos regidors cadascun i es repartiran els càrrecs i comissions municipals. Per l'anarquista CNT va ser triada Dolores Marimón Navarro, que llavors tenia 21 anys, l'única dona d'aquest Consell Municipal i primera en la història de L'Eliana a ser nomenada regidora. La decisió de Dolores Marimón va ser especialment valenta si tenim en compte que en aquests dies es combatia a poques desenes de quilòmetres, doncs entre el 18 i 23 de juliol els feixistes van llançar una feroç ofensiva contra l'anomenada "Línia XYZ" que era l'últim sistema de fortificacions que defensava València pel nord, i que va resistir victoriosament l'embat combinat d'artilleria, aviació i assalt de tropes d'infanteria.
En els mesos següents les sessions municipals es van a celebrar setmanalment, canviant-se el dia de reunions de dijous a dilluns perquè Dolores poguera assistir sense desatendre les seues obligacions personals. Les sessions municipals giraran principalment entorn de la falta de fons econòmics, manca de proveïments i problemes per allotjar als refugiats arribats d'altres poblacions.
El 13 de març de 1939 es va celebrar l'última sessió i poc després tropes feixistes ocupaven València (1 d'abril de 1939). Llavors L'Eliana va tornar a estar sota la jurisdicció de les autoritats municipals de La Pobla de Vallbona. Encara que molt ràpidament els veïns de L'Eliana van tornar a posar-se a la feina per aconseguir el reconeixement de la seua independència i el 15 de novembre de 1939 tornaven a presentar una nova sol·licitud de segregació; tanmateix, això no s'aconseguirà sinó gairebé dues dècades més tard.

## Distincions
El 25 de maig de 2017 el Ple de l'Ajuntament va aprovar per unanimitat donar el nom de Dolores Marimón Navarro a la sala de comissions de l'Ajuntament de L'Eliana.